# Mercedes-Benz Classe SL
O SL é um roadster de grande porte, fabricado pela Mercedes-Benz.

## História
Lançado em 1954, o SL - sport leicht (em alemão), ou esporte leve - derivava do modelo criado em 1952 para a prova das Mil Milhas italianas. Possuía o sistema de abertura de portas para cima, conhecido como asa de gaivota, uma característica necessária pelo chassi tubular lateral alto, que, entretanto, tornou-se marca registrada do modelo. Seu motor, um 3.0L I6 gerava 240 cv de potência, que combinados com o baixo peso da carroceria, proporcionavam 235 km/h de velocidade máxima e aceleração de 0 a 100 km/h em 8,5 segundos; números consideravelmente bons para a época.

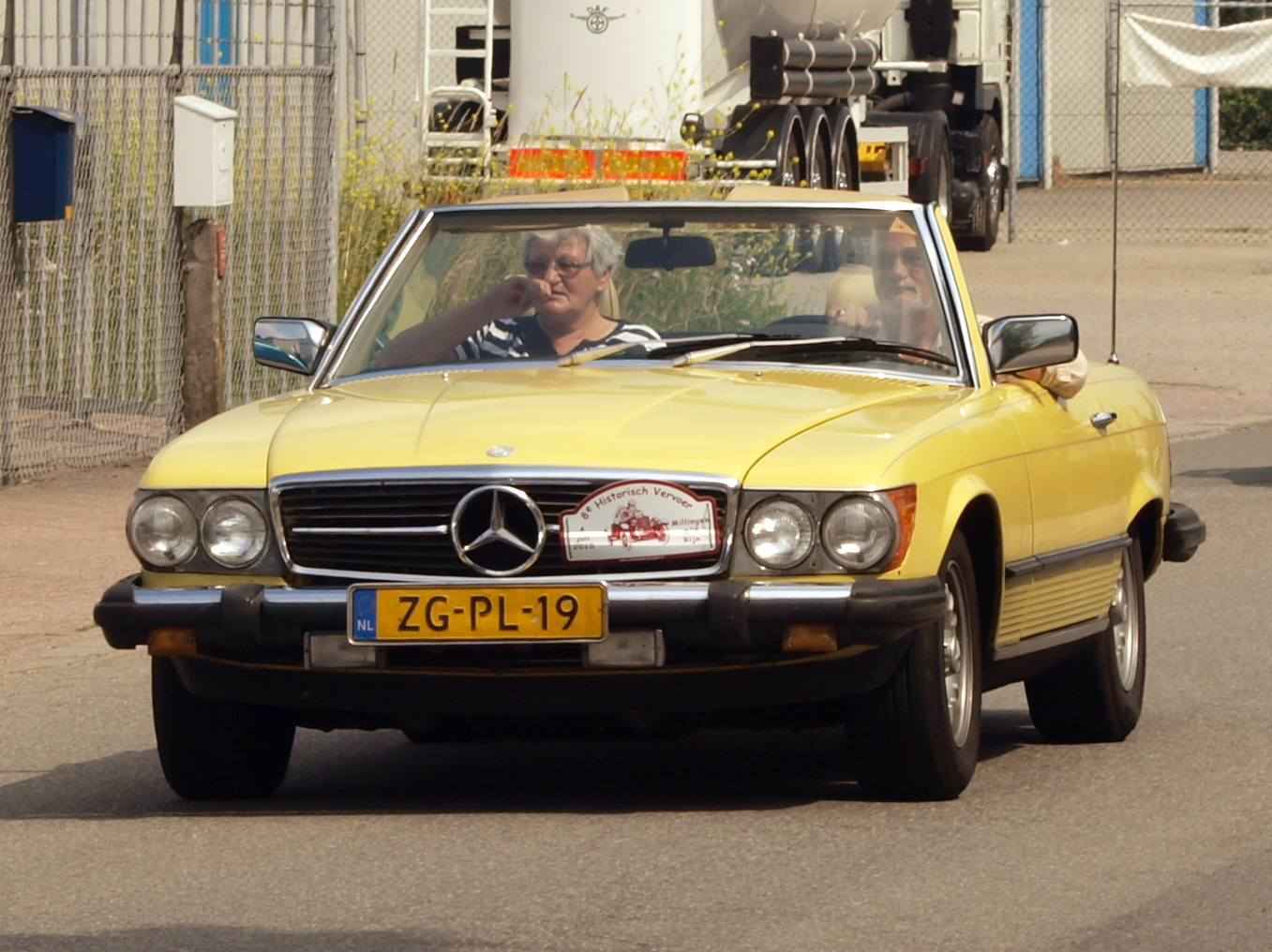
Na série Casal 20, o carro principal dos protagonistas foi um SL de 3ª geração, com faróis e para-choques no padrão americano.

A segunda geração chegou em 1963, apresentava linhas mais sóbrias e refinadas. Alcançou relativo sucesso nos Estados Unidos. Foi na terceira geração, lançada em 1971, que surgiu o motor de 8 cilindros em V, com 3.5L e 200cv ou 4.5L e 225cv. Ganhou uma versão adicional, coupé, chamada de SLC, cujo entre-eixos era mais longo, proporcionando espaço suficiente para quatro adultos viajarem com conforto. Esta geração foi a mais duradoura - e famosa - da Classe SL. Ficou por 18 anos em produção, sempre recebendo atualizações tecnológicas e de engenharia, mantendo apenas o desenho original. Foram mais de 237 mil unidades produzidas.

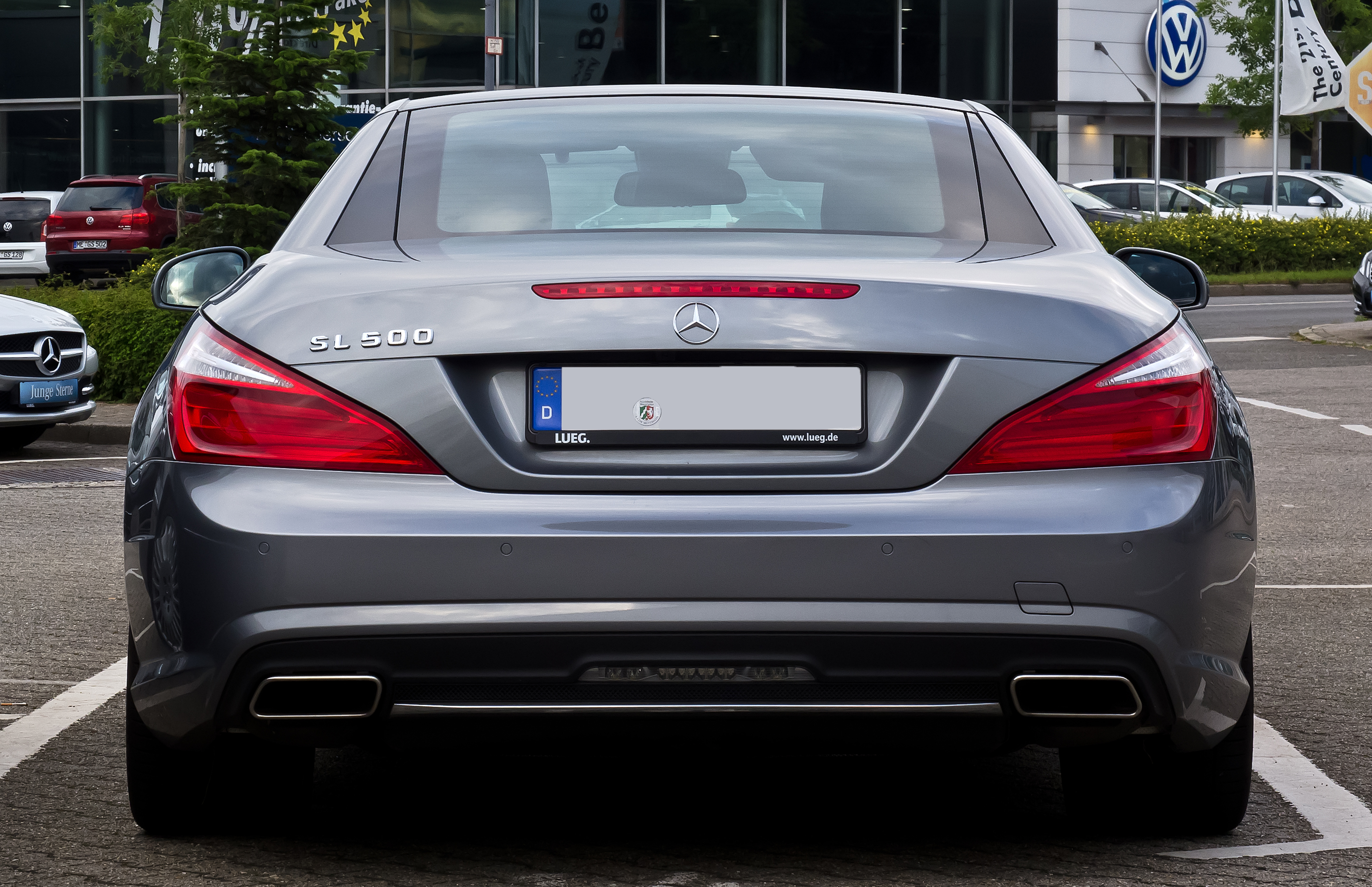
Visão traseira do Mercedes-Benz SL 550 atual(2012-presente)

A quarta geração, lançada em 1989 trouxe importantes avanços ao SL. Além da capota automática, trazia Santantônio com acionamento eletrônico; baseado na perda de aderência ou inclinação excessiva da carroceria e a estreia do motor V12, a fim de fazer frente aos concorrentes de época. Seu 6.0L V12 produzia 394cv, capazes de levar o automóvel até 250 km/h - velocidade limitada eletronicamente. A quinta geração, lançada em 2001, trouxe avanços nos motores, elevando potências e reduzindo o consumo em algumas versões. Adaptou-se, esteticamente, ao estilo lançado pelo Mercedes Série E, em 1995. A sexta geração, lançada em 2008, foi uma evolução da quinta, mantendo diversos aspectos estruturais e de engenharia mecânica, porém com novo desenho e avanços em relação ao modelo anterior.
Atualmente, encontra-se na sétima geração, lançada em 2012, apresentou diversos avanços, como sistema Start/Stop, que liga e desliga o motor em trechos com trânsito pesado, evitando consumo desnecessário de combustível, o ABC (Active Body Control) que limita inclinação da carroceria em curvas; além do sistema que monitora a sonolência do condutor e o Pre-Safe, que enxerga situações de colisão iminente, acionando pré-tensionador dos cintos de segurança e apoios de cabeça, a fim de evitar ferimentos no pescoço.

## Galeria

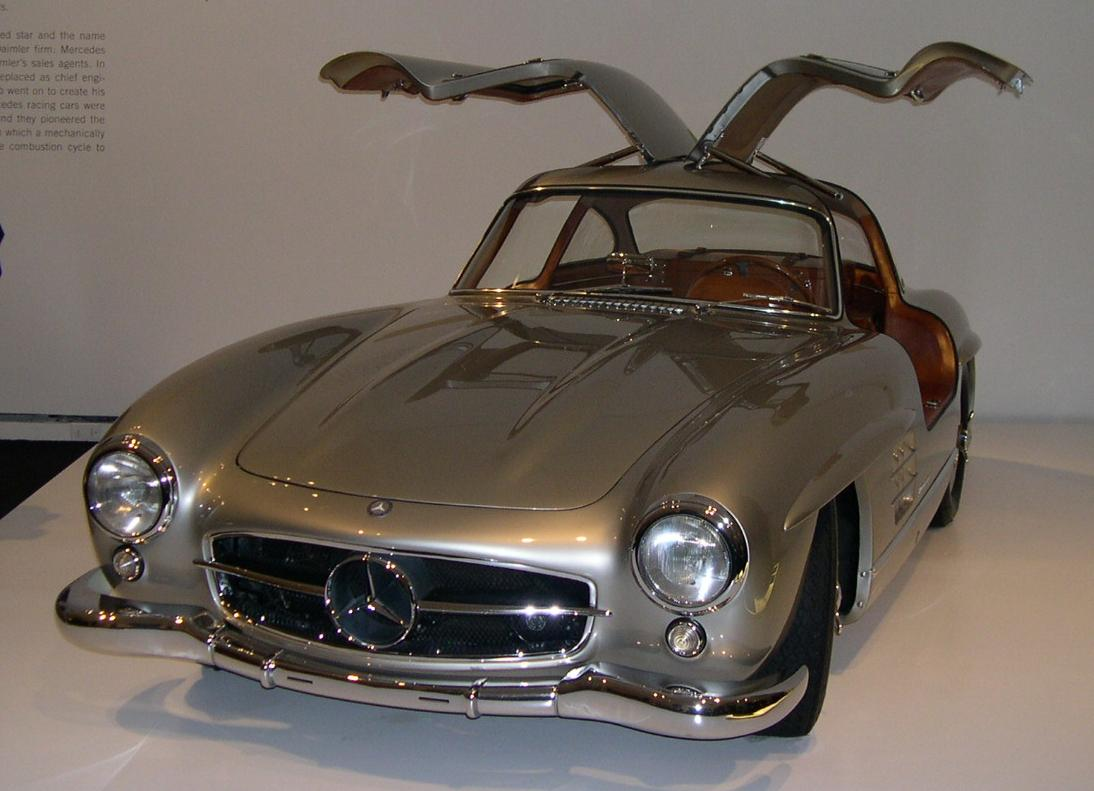
M.Benz 300 SL, (1954-1963)
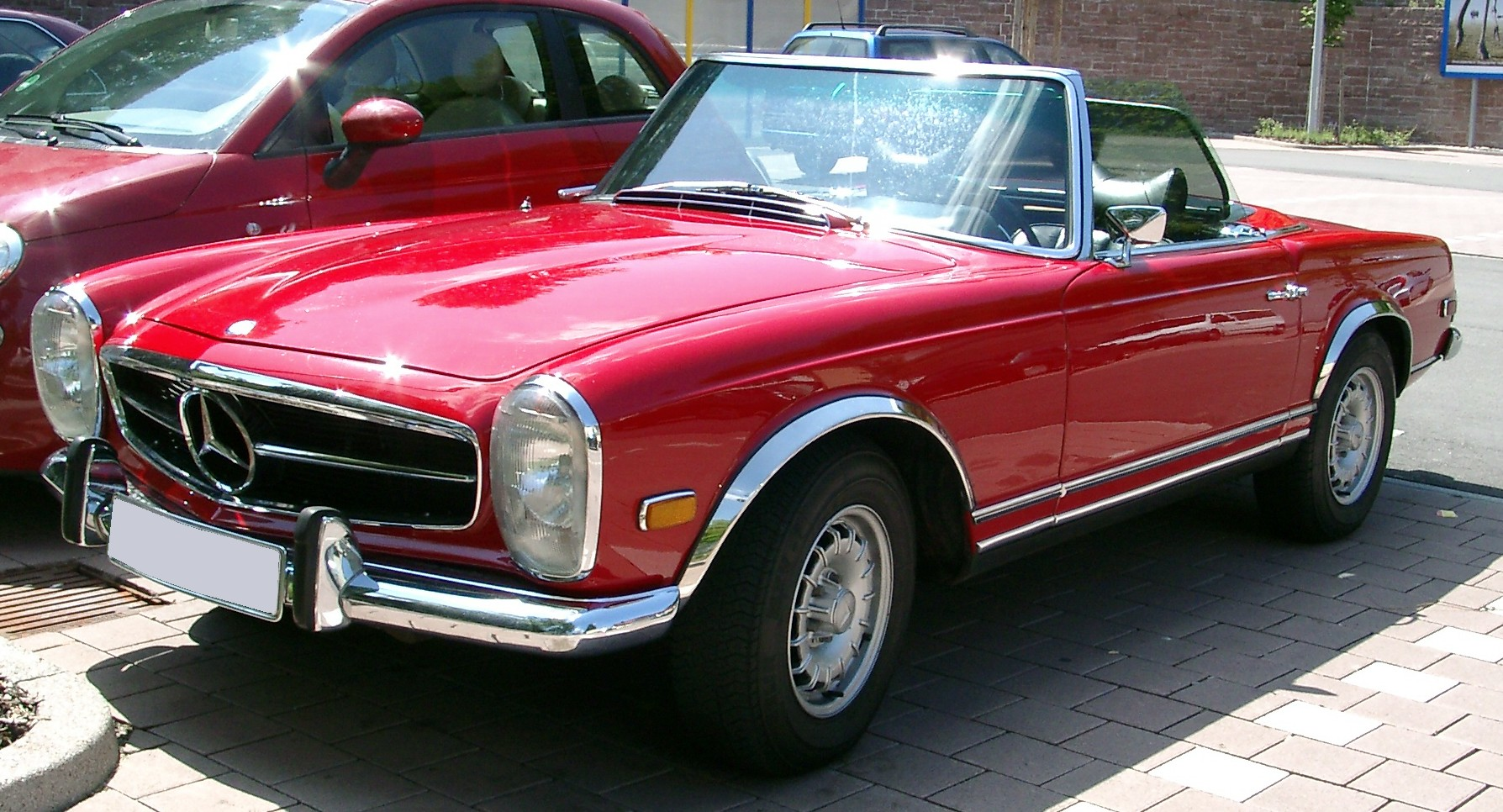
M.Benz 280 SL (1963-1971)
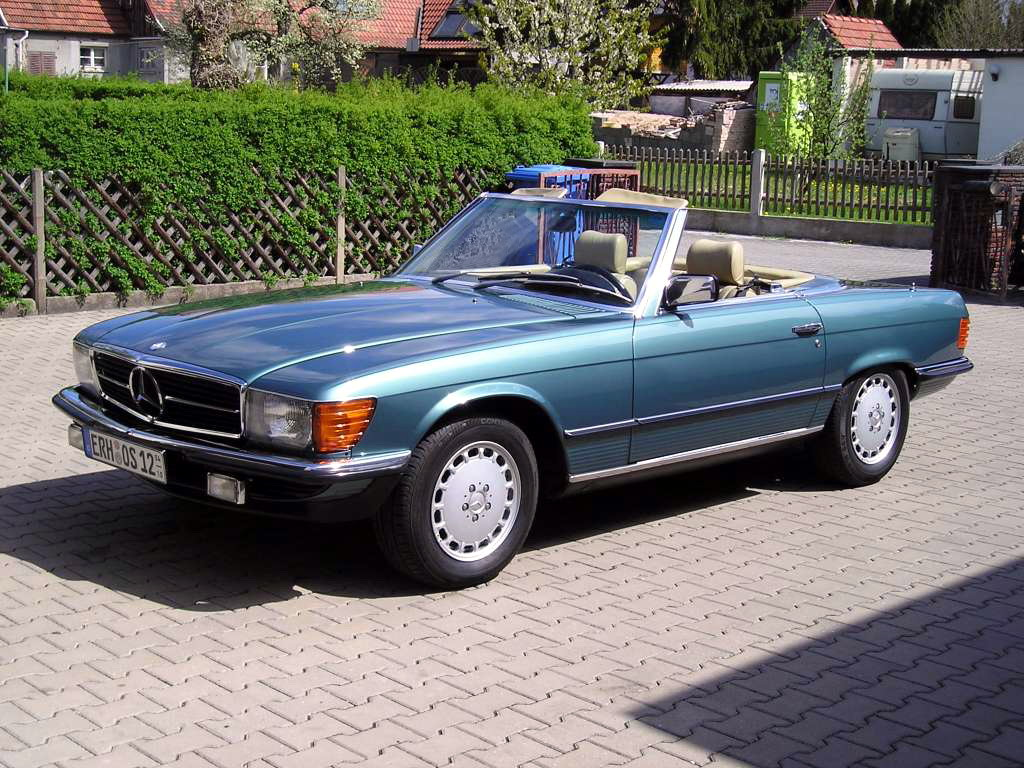
M.Benz 280 SL europeu (1971-1989)
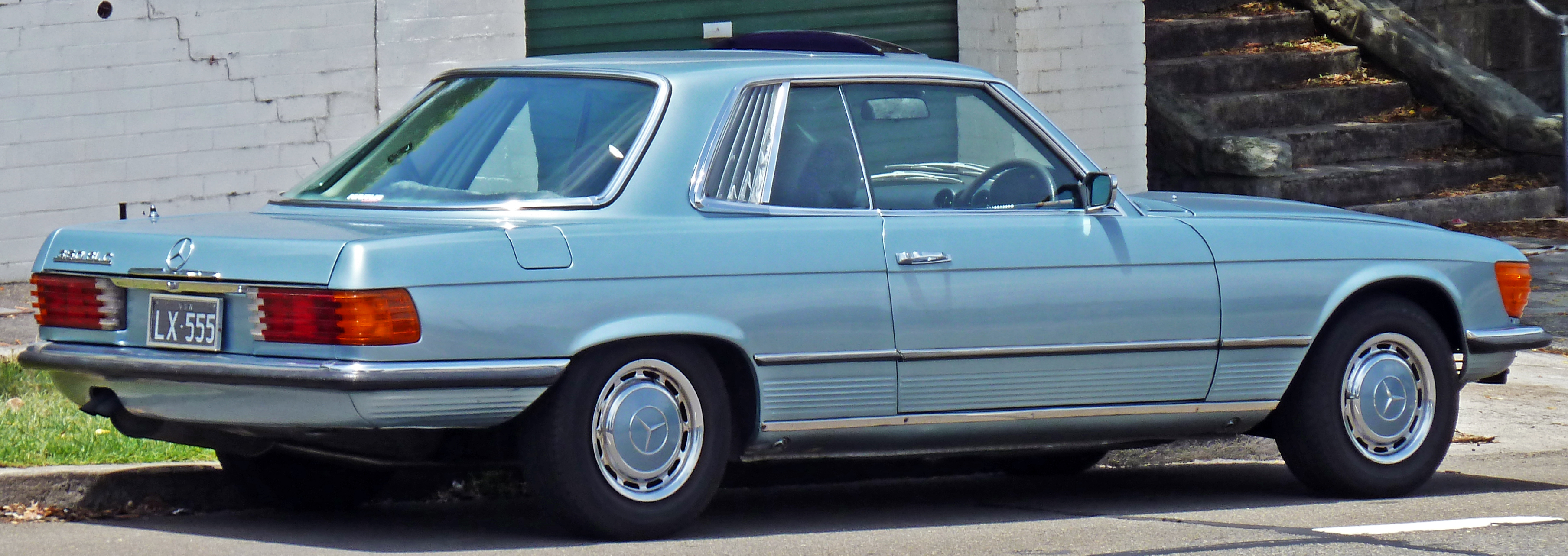
M.Benz 350 SLC (1971-1976), único coupé na Classe SL.
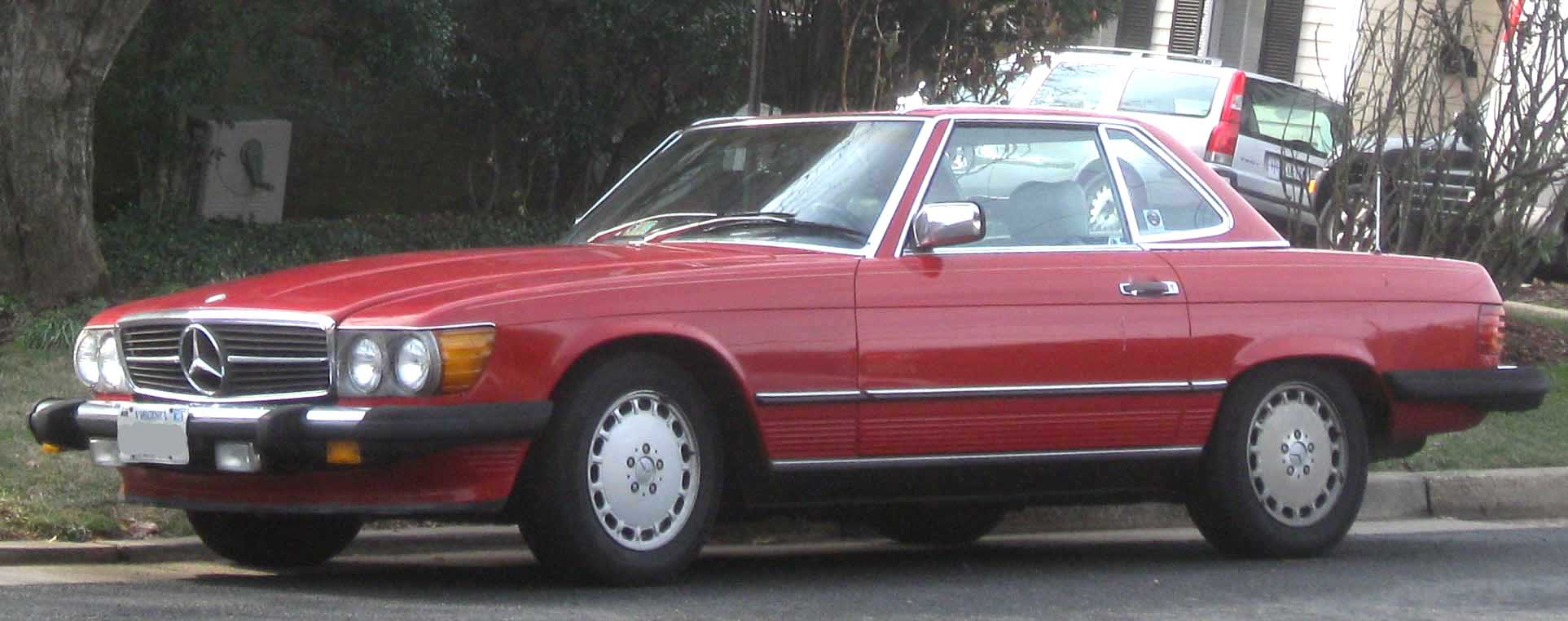
M.Benz 280 SL americano (1971-1989), com faróis e para-choques diferentes, de acordo com a legislação daquele país.
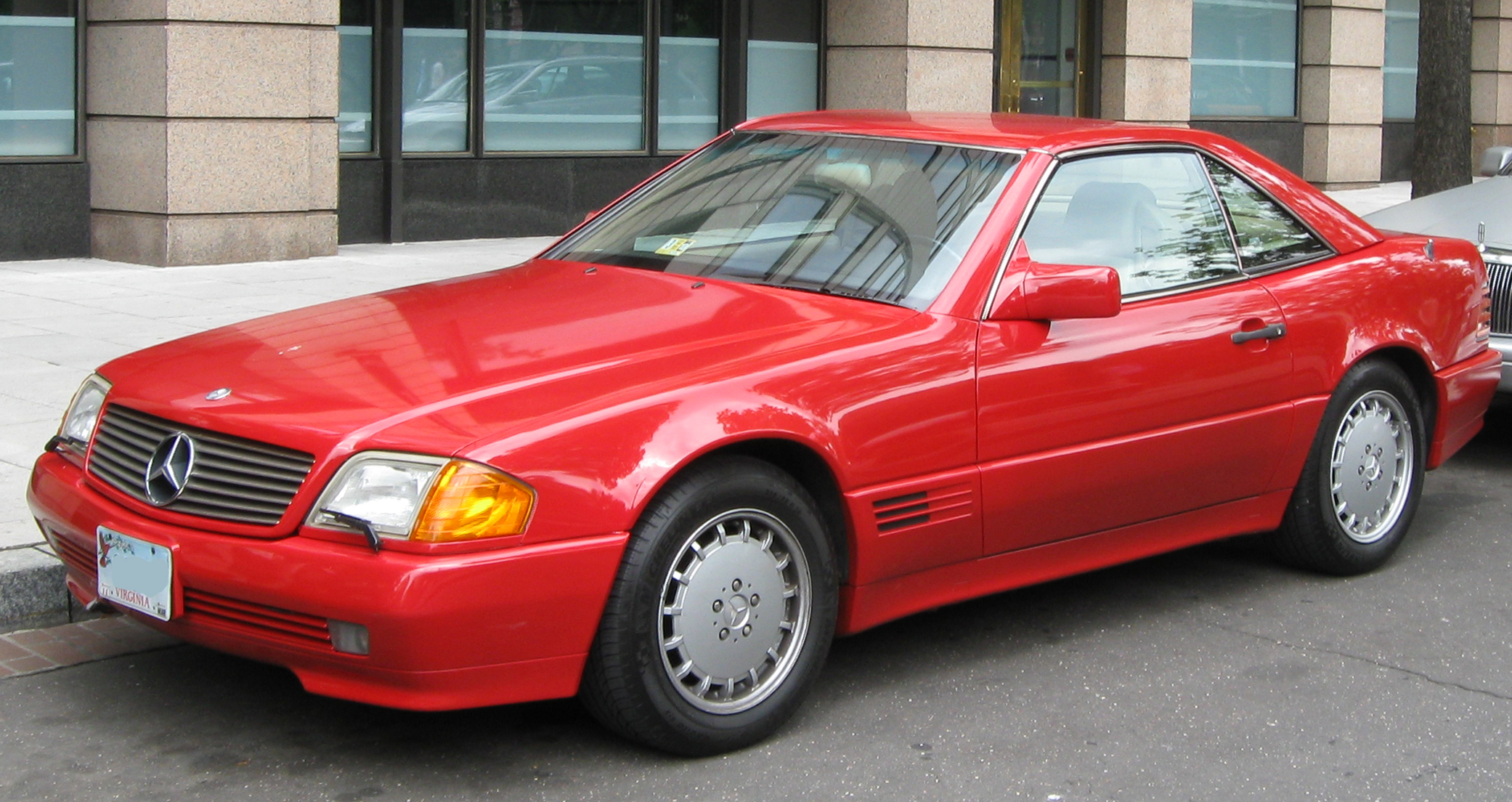
M.Benz SL 320 (1989-2001)
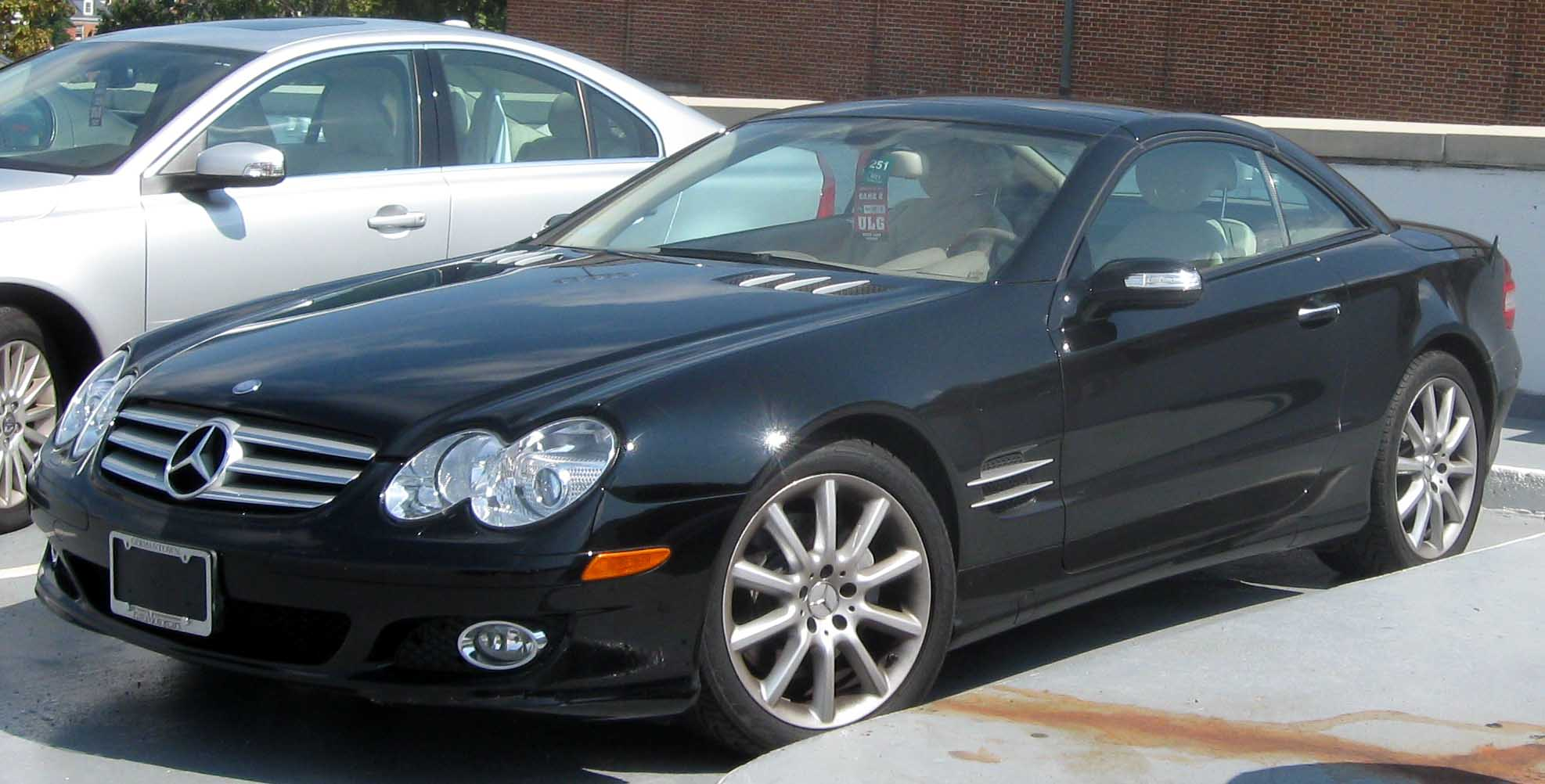
M.Benz SL 550 (2001-2008)
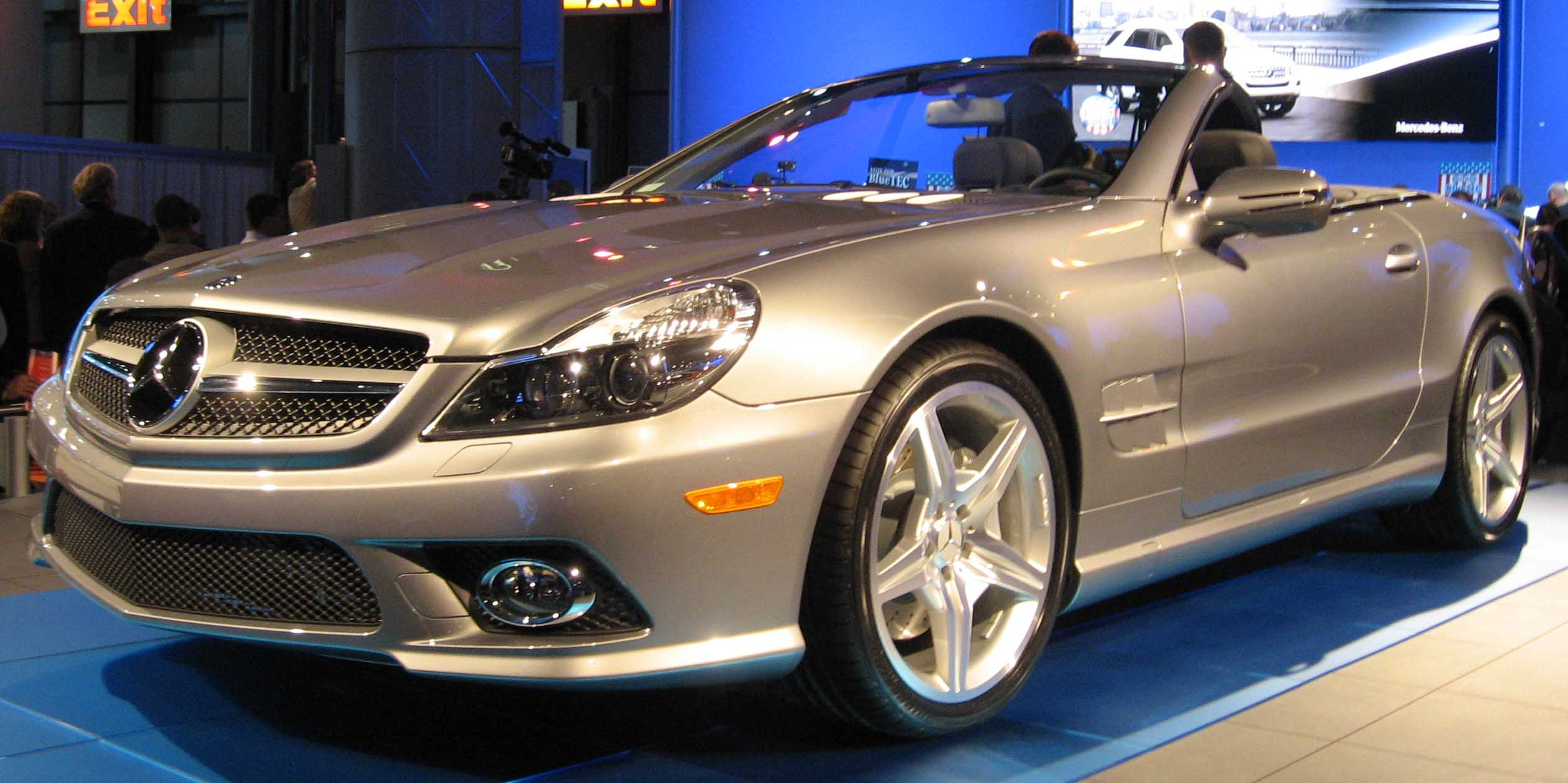
M.Benz SL 300 (2008-2012)
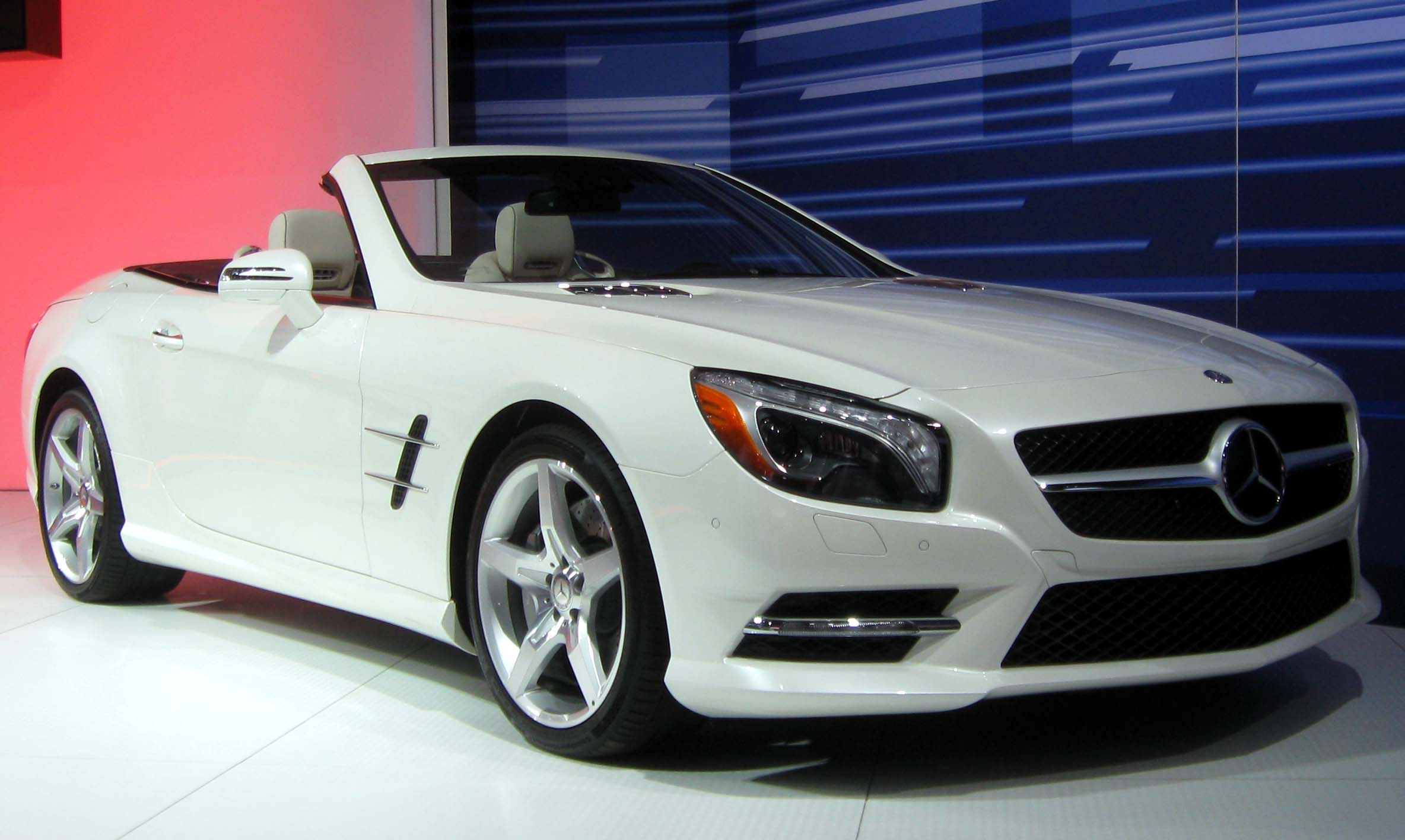
M.Benz SL 550 (2013-2020)
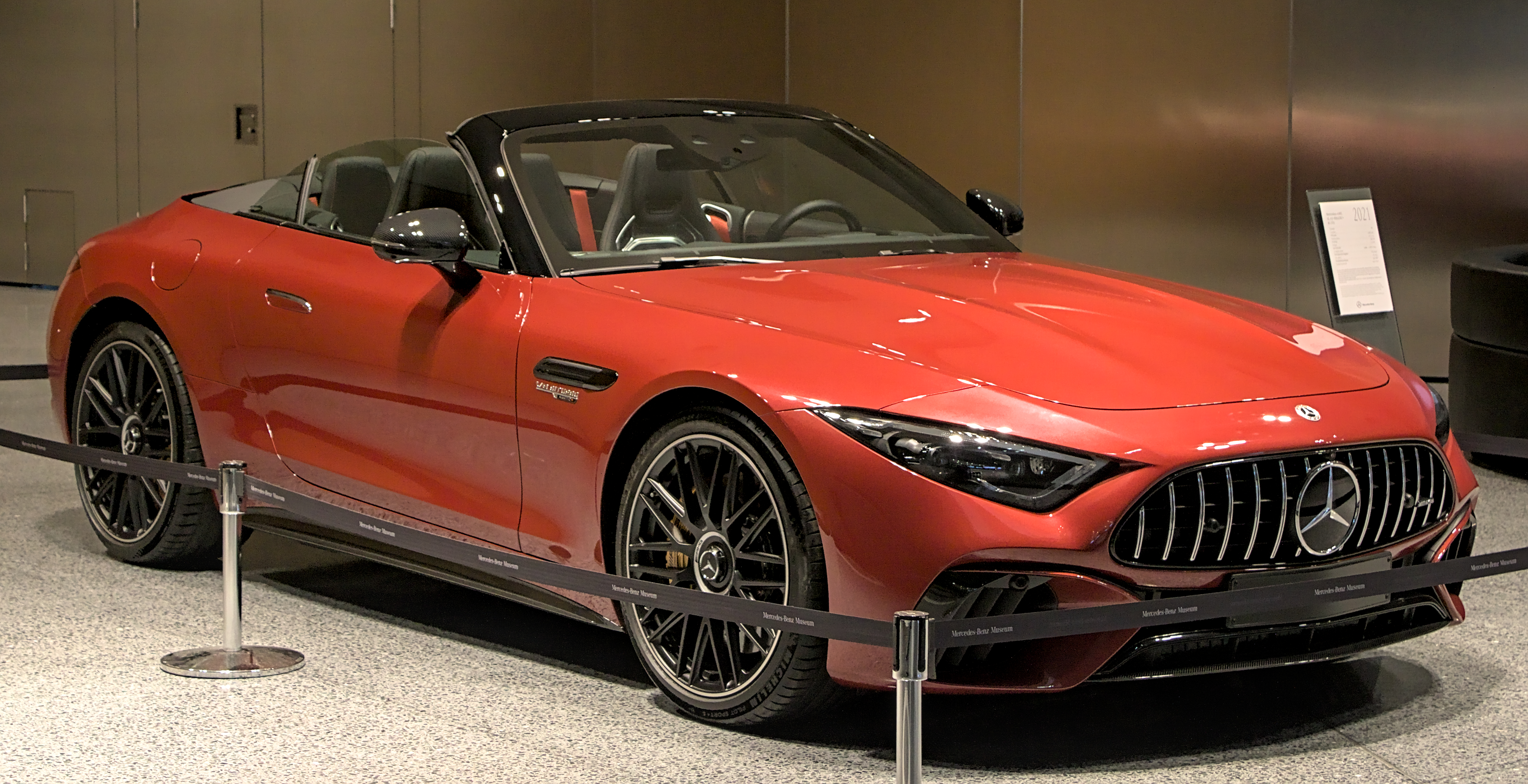
M.AMG SL 63 (2022-presente)